# Rhodothamnus chamaecistus
Il camecisto o rododendro cistino (Rhodothamnus chamaecistus (L.) Rchb.) è un piccolo arbusto sempreverde dei pendii rocciosi alpini e subalpini, con foglie alterne e fiori rosa, appartenente alla famiglia delle Ericacee.